# Welyzk
Welyzk (ukrainisch Велицьк; russisch Велицьк/Welizk, polnisch Wielick) ist ein Dorf in der Westukraine in der Oblast Wolyn, Rajon Kowel etwa 37 Kilometer südöstlich der Rajonshauptstadt Kowel und 42 Kilometer nördlich der Oblasthauptstadt Luzk gelegen.

## Geschichte
Der Ort wird 1488 zum ersten Mal schriftlich erwähnt und gehörte bis 1793 in der Woiwodschaft Wolhynien zur Adelsrepublik Polen-Litauen. Mit den Teilungen Polens fiel der Ort an das Russische Reich und lag bis zum Ende des Ersten Weltkriegs im Gouvernement Wolhynien.
Nach dem Ersten Weltkrieg kam der Ort zu Polen (in die Woiwodschaft Wolhynien, Powiat Kowel, Gmina Wielick), im Zweiten Weltkrieg wurde er zwischen 1939 und 1941 von der Sowjetunion besetzt. Nach dem Überfall auf die Sowjetunion im Juni 1941 wurde er dann bis 1944 von Deutschland besetzt, dies gliederte den Ort in das Reichskommissariat Ukraine in den Generalbezirk Brest-Litowsk/Wolhynien-Podolien, Kreisgebiet Kowel.
Nach dem Krieg wurde der Ort der Sowjetunion zugeschlagen. Dort kam das Dorf zur Ukrainischen SSR und seit 1991 ist es ein Teil der heutigen Ukraine.

## Verwaltungsgliederung
Am 10. November 2015 wurde das Dorf zum Zentrum der neugegründeten Landgemeinde Welyzk (ukrainisch Велицька сільська громада/Welyzka silska hromada). Zu dieser zählten auch noch die 11 in der untenstehenden Tabelle aufgelisteten Dörfer, bis dahin bildete das Dorf zusammen mit dem Dorf Kuchari die gleichnamige Landratsgemeinde Welyzk (Велицька сільська рада/Welyzka silska rada) im Südosten des Rajons Kowel.
Folgende Orte sind neben dem Hauptort Welyzk Teil der Gemeinde:
| Name                     | Name            | Name                               | Name           | Name |
| ukrainisch transkribiert | ukrainisch      | russisch                           | polnisch       |      |
| ------------------------ | --------------- | ---------------------------------- | -------------- | ---- |
| Arsenowytschi            | Арсеновичі      | Арсеновичи (Arsenowitschi)         | Arsenowicze    |      |
| Kaschiwka                | Кашівка         | Кашевка (Kaschewka)                | Kaszówka       |      |
| Krywlyn                  | Кривлин         | Кривлин (Kriwlin)                  | Krzywin        |      |
| Kuchari                  | Кухарі          | Кухари (Kuchari)                   | Kuchary        |      |
| Melnyzja                 | Мельниця        | Мельница (Melniza)                 | Mielnica       |      |
| Myryn                    | Мирин           | Мирин (Mirin)                      | Miryn          |      |
| Pidlissy                 | Підліси         | Подлесы (Podlessy)                 | Podlesie       |      |
| Pidrischschja            | Підріжжя        | Подрожье (Podroschje)              | Podryże        |      |
| Rudka-Myrynska           | Рудка-Миринська | Рудка-Миринская (Rudka-Mirinskaja) | Rudka Miryńska |      |
| Silze                    | Сільце          | Сельцо (Selzo)                     | Sielec         |      |
| Uhly                     | Угли            | Углы (Ugly)                        | Uhły           |      |